# P.O.W.: Prisoners of War
P.O.W.: Prisoners of War, lanzado en Japón como Datsugoku -Prisoners of War- (脱獄 -Prisoners of War-, Prison Break: Prisoners of War), es un juego beat 'em up de desplazamiento lateral producido por SNK y lanzado originalmente como un juego de arcade en 1988.
Una versión hogareña fue lanzada para el Nintendo Entertainment System el 30 de junio de 1989 en Japón, y en septiembre en Norteamérica. El juego toma lugar durante la Guerra Fría, donde el jugador o jugadores controlarán prisioneros militares que consiguen escapar de sus celdas para luchar sin tregua hasta llegar a la base principal de sus adversarios, eliminar a su líder y escapar con vida.

## Jugabilidad
Como lobo solitario, o como compañeros, el objetivo de la misión es escapar de la base enemiga luchando por cuatro niveles repletos de numerosos tipos de soldados enemigos que intentarán impedir el escape del jugador. Los niveles consisten de un campamento de prisioneros de guerra, una jungla y la base enemiga. Ocasionalmente, el enemigo atacará al jugador con vehículos como un helicóptero de asalto, un camión blindado o motocicletas. Al final del último nivel, el jugador confrontará a un general enemigo antes de ser recogido por el helicóptero de extracción, lo que llevará a la secuencia final de escape.
El juego puede ser jugado por hasta dos jugadores en simultáneo:
- El jugador 1 controla a un prisionero con un uniforme naval azul de guerrilla llamado Snake (スネーク, Sunēku).
- El jugador 2 controla a otro prisionero de color rojo llamado Bart (バート, Bāto).

Los controles consisten en una palanca de ocho direcciones para mover al personaje y tres botones de acción para golpear, patear y saltar. También existen tres ataques especiales que se realizan presionando dos botones simultáneamente: un salto con patada (salto y luego patada), un puñetazo trasero (salto y puñetazo simultáneamente), y un cabezazo (puñetazo y patada simultáneamente). El jugador también podrá recoger una de dos armas soltadas por los enemigos derrotados: un cuchillo arrojadizo y una ametralladora. Los controles cambiarán al llevar un arma. El cuchillo es lanzado pulsando el botón de puñetazo, por lo que se podrá preservar si el jugador solo patea. Al llevar la ametralladora, el jugador podrá dispararla pulsando el botón de patada o conservar su munición pulsando el botón de puñetazo.

## Versión de NES
A diferencia de la versión de arcade, la versión de NES es de un solo jugador, lo que significa que el jugador toma control de Bart. La premisa del juego permanece igual, pero los controles son diferentes debido a la falta de un tercer botón de acción. El salto con patada es realizado pulsando los botones de puñetazo y patada simultáneamente (B y A), mientras que el puñetazo trasero es realizado manteniendo la cruceta en la dirección opuesta del jugador y pulsando B al mismo tiempo (el cabezazo es la única combinación de ataques removida en la versión de NES). Sin embargo, el jugador tiene la capacidad de recoger y utilizar granadas (las cuales solo podían ser usadas por los personajes enemigos en la versión de arcade) durante los encuentros de jefes contra el helicóptero en el nivel 1 y el tanque en el nivel 4. También existen personajes enemigos nuevos (como los hombres rana, los soldados con escopeta y el hombre gordo), al igual que un nuevo jefe final.
También existen cabañas y habitaciones donde el jugador podrá obtener potenciadores derrotando a los enemigos adentro. Los potenciadores consisten en una restauración de salud completa, un nudillo de latón que incrementa la fuerza del puñetazo del jugador, y una armadura que vuelve al jugador invulnerable a los disparos y lanzamientos de cuchillo.

## Recepción
Nick Kelly de Commodore User escribió que el juego de arcade era fiel a Double Dragon y Renegade que vinieron antes, y lo llamó un «buen beat 'em up sólido», calificándolo con un 6 de 10. En Japón, Game Machine listó a P.O.W.: Prisoners of War en su número del 15 de diciembre de 1988 como la tercera unidad de arcade más exitosa del mes.

## Relanzamiento
El juego fue incluido en la SNK 40th Anniversary Collection.